# Patrick Ewing
Patrick Ewing   (Kingston, 5 d'agost de 1962),  també conegut com a Pat Ewing, és un exjugador de bàsquet estatunidenc i actual entrenador auxiliar dels Orlando Magic. Va jugar amb els New York Knicks gran part de la seva carrera com a pivot i va jugar dues altres temporades amb els Seattle SuperSonics i Orlando Magic.
Finalment fou nominat un dels 50 millors jugadors de la història de l'NBA elaborada l'any 1996.